# Lee Dorman
Douglas Lee Dorman (15 de septiembre de 1942 - 21 de diciembre de 2012)   fue un bajista estadounidense más conocido como miembro de la banda de rock Iron Butterfly. También tocó en la banda Captain Beyond.

## Biografía

### Primeros  años
Nacido el 15 de septiembre de 1942, procedía de una familia de oficiales en San Luis, Misuri. Se trasladó de su ciudad natal a San Diego en la década de 1960 y comenzó a tocar el bajo eléctrico en su adolescencia.

### Carrera
Se unió a Iron Butterfly tras sustituir a Jerry Penrod después del álbum de debut de Iron Butterfly. A principios de 1968, comenzó a grabar con el grupo para su segundo álbum  In-A-Gadda-Da-Vida, y coescribió la canción "Termination" de ese álbum. Colaboró en tres álbumes más, Ball, Live y Metamorphosis, y la banda se disolvió en mayo de 1971. Al mismo tiempo, fue productor del álbum Black Oak Arkansas de Black Oak Arkansas, junto con Mike Pinera, el guitarrista de Iron Butterfly.
Tras la disolución de Iron Butterfly, Dorman formó Captain Beyond con Rod Evans de la banda británica Deep Purple, Larry Reinhardt de Iron Butterfly, y Bobby Caldwell. Con su ruptura, Dorman decidió poner fin a su carrera musical. En 1977, se unió a la resucitada Iron Butterfly, donde tocó durante tres etapas, de 1977 a 1978, de 1978 a 1985 y desde 1987 hasta su muerte. Al mismo tiempo, se unió a los renacidos Captain Beyond y grabó con ellos su último álbum Dawn Explosion. En los años 90, tocó en el álbum de Robert Tepper No Rest for the Wounded Heart.

### Fallecimiento
Dorman falleció de causas naturales en su coche en Laguna Niguel, California, el 21 de diciembre de 2012. Fue el segundo miembro de la formación de In-A-Gadda-Da-Vida, precedido por Erik Brann y sucedido por Ron Bushy, en morir.

## Discografía

### Iron Butterfly
Álbumes de estudio
- In-A-Gadda-Da-Vida (1968)
- Ball (1969)
- Live (1970) − koncertní album
- Metamorphosis (1970)
- In-A-Gadda-Da-Vida (1995) − Grabación de video
- Rock 'N' Roll Greats: Iron Butterfly in Concert! (2004) − Grabación de video
- Concert and Documentary - Europe 1997 (2009) − Grabación de video
- Fillmore East 1968 (2011) − álbum de conciertos

Álbumes recopilatorios
- Evolution: The Best of Iron Butterfly (1971)
- Star Collection (1973)
- Rare Flight (1988)
- Light & Heavy: The Best of Iron Butterfly (1993)

### Captain Beyond
- Captain Beyond (1972)
- Sufficiently Breathless (1973)
- Dawn Explosion (1977)
- Far Beyond a Distant Sun - Live Arlington, Texas (2002) − álbum de conciertos